# Dundonald, Nordirland
Dundonald är en ort i Storbritannien.   Den ligger i distriktet Lisburn and Castlereagh och riksdelen Nordirland, i den västra delen av landet, 500 km nordväst om huvudstaden London. Dundonald ligger 43 meter över havet och antalet invånare är 13 985.
Terrängen runt Dundonald är platt åt sydost, men åt nordväst är den kuperad. Runt Dundonald är det tätbefolkat, med 319 invånare per kvadratkilometer. Närmaste större samhälle är Belfast, 8,2 km väster om Dundonald. Trakten runt Dundonald består i huvudsak av gräsmarker.